# Nokia C2-00
Nokia C2-00 là chiếc điện thoại di động được sản xuất bởi hãng Nokia. Đây là chiếc điện thoại di động đầu tiên phát hành của Nokia sở hữu một chức năng SIM kép (Dual SIM).

## Tính năng
Các tính năng chính của điện thoại này là Sim kép. Nó có nghĩa là điện thoại có thể sử dụng cùng lúc hai thẻ SIM, trong đó, sim thứ hai có thể chuyển đổi nhanh (tức là có thể thay đổi SIM mà không cần tắt máy). Các tính năng chính bao gồm: Camera VGA, Bluetooth 2.1 + EDR, Flash Lite 3.0 và Java MIDP 2.1 cộng với Java API.

## Thông số kỹ thuật
| Đặc điểm               | Thông số kỹ thuật |
| ---------------------- | --- |
| Mạng                   | GSM 900 / GSM 1800 |
| Khu vực sẵn có         | CHINA, Eurasia, INDIA, Middle East, SEAP |
| Khối lượng             | 74 g |
| Kích thước             | 108 x 45 x 14.65 mm |
| Dạng máy               | Dạng thanh |
| Tuổi thọ pin           | Thời gian đàm thoại: 4 giờ (GSM), Thời gian chờ: 16 days (GSM) |
| Loại pin               | BL-5C 3.7 V 1020 mAh |
| Hiển thị               | Màn hình: TFT, Màu sắc: 262 000 (18-bit), Kích thước: 1.8" inch, Độ phân giải: 128 x 160 pixels                                                                                  |
| Nền tảng/ Hệ điều hành | BB5 / Nokia Series 40, 6 phiên bản Lite |
| Bộ nhớ                 | 10 MB |
| TTY/TDD kỹ thuật số    | Có |
| Nhiều ngôn ngữ         | Có |
| Ringer Profiles        | Có |
| Rung                   | Có |
| Bluetooth              | Supported Profiles: DUN, FTP, GAP, GOEP, HFP, HSP, OPP, PAN, PBAP, SAP, SDAP, SPP                                                                                                |
| PC Sync                | Có |
| USB                    | Micro-USB |
| Tùy chỉnh đồ họa       | Có |
| Tùy chỉnh nhạc chuông  | Có |
| Dữ liệu có khả năng    | Có |
| Flight Mode            | Có |
| Gói dữ liệu            | Công nghệ: GPRS, EDGE (EGPRS) |
| WLAN                   | Không |
| Trình duyệt Web/ WAP   | HTML qua TCP/IP, WAP 2.0, Opera Mini, XHTML over TCP/IP |
| Đoán trước văn bản     | T9 |
| Phím phụ               | Phím chỉnh âm lượng ở bên phải máy |
| Hỗ trợ thẻ nhớ         | Loại thẻ: microSD tối đa 32 GB. |
| Email                  | Hỗ trợ giao thức: IMAP4, POP3, SMTP, hỗ trợ các file đính kèm |
| MMS                    | MMS 1.2 / SMIL |
| Tin nhắn văn bản       | 2-Way: Có |
| FM Radio               | Stereo: Có |
| Trình phát nhạc        | Hỗ trợ các định dạng: AAC, AAC+, AMR-NB, AMR-WB, eAAC+, MIDI Tones (poly 64), Mobile XMF, MP3, MP4, NRT, True tones, WAV, WMA                                                    |
| Camera                 | Độ phân giải: 640 x 480 px |
| Xem phim               | 10 fps / định dạng 3GPP (H.263), H.264/AVC, MPEG-4, WMV |
| Báo động               | Có |
| Máy tính               | Có |
| Lịch                   | Có |
| SyncML                 | Có |
| To-Do List             | Có |
| Voice Memo             | Có |
| Games                  | Cài đặt sẵn trong máy, có thể tải thêm |
| J2ME                   | Phiên bản: MIDP 2.1, CLDC 1.1 JSRs hỗ trợ: 75, 82, 118, 135, 139, 172, 177, 179, 184, 205, 211, 226, 234, 248, Nokia UI API 1.1b (Bao gồm API cử chỉ và Khung hình Animator API) |
| Jack cắm               | 3.5 mm |
| Loa ngoài              | Có |
| Firmware mới nhất      | v03.43 |